# Tomislav Krizman
Tomislav Krizman (Orlovac kraj Karlovca, 21. srpnja 1882. - Zagreb, 24. listopada 1955.), hrvatski - slikar,  grafičar začetnik hrvatskoga umjetničkog obrta i dizajna, scenograf i pedagog te pokretač mnogobrojnih kulturnih zbivanja u Hrvatskoj početkom 20. stoljeća. 

## Životopis
Još za vrijeme studija na Trgovačkoj akademiji u Zagrebu, privatno uči crtanje i slikarstvo kod Bele Čikoša-Sesije, Auera i Menci Clementa Crnčića. Zatim odlazi na studij u Beč, Škola za umjetnost i obrt (F. Myerbach), Akademija (William Unger). Krizman je ostao u Beču deset godina, ovo razdoblje (1902. – 1911.) bilo je najvažnije doba Krizmanova umjetničkog razvoja, formirao se u krugovima bečke avangardne umjetničke elite (secesije). Prihvatio je njihove ideje i sudjelovao na njihovim skupnim izložbama u; Hagenbundu, Jungbundu, Künstlerhausu i Secesiji. 
Od 1912. godine radi u Zagrebu - najprije kao nastavnik u Obrtnoj školi, a od 1922. godine, dobiva mjesto na Likovnoj akademiji (odjel grafike). Iako je slikao u ulju i temperi, ostat će trajno zapamćen njegov izuzetan grafički opus. Uz brojne samostalne listove izdao je i nekoliko grafičkih mapa. 
Volio je putovati, i to prenijeti na grafički list, tako nastaju njegove vedute; Beča, Hrvatskog zagorja, Bosne i Dalmacije. Osobito ga privlači tada mistični i neobični orijent Bosna, Hercegovina, Kosovo i Makedonija su mjesta Krizmanovih putovanja, na kojima nastaje nekoliko grafičkih mapa punih snažnih emocija i neobičnih vizura.
Njegovi porterti za pamćenje ostat će; Mary Delvard, Portret djevojčice, Autoportret, Meštrović i brat Hinko.
Svoje znanje iz grafičkih tehnika, iznio je u knjizi; O grafičkim vještinama, 1952. godine. Izlagao je u Zagrebu, Ljubljani, Beogradu, Beču, Parizu, Rimu. Opremao je knjige, časopise, radio je kao kostimograf i scenograf (opere, drame). Jedan je od osnivača Društva Medulić (1908.), i Proljetnog salona (1916.).